# 加色丁禮天主教貝魯特教區
加色丁禮天主教貝魯特教區（拉丁語：Eparchia Berytensis Chaldaeorum）是黎巴嫩一個東儀天主教（加色丁禮）教區，直屬巴比倫宗主教。
1957年7月3日升為教區。2009年有三個堂區、二名司鐸，服務14,000位教友。現任教區主教為彌額爾·卡薩里。